# Tênis de mesa nos Jogos Pan-Americanos de 1995
O tênis de mesa nos Jogos Pan-Americanos de 1995 foi realizado em Mar del Plata, na Argentina.

## Eventos
| Evento                        | Ouro                                                         | Prata                                                               | Bronze                                                                      |
| ----------------------------- | ------------------------------------------------------------ | ------------------------------------------------------------------- | --------------------------------------------------------------------------- |
| Individual masculino detalhes | Hugo Hoyama (BRA)                                            | Cláudio Kano (BRA)                                                  | James Butler (USA)                                                          |
| Individual masculino detalhes | Hugo Hoyama (BRA)                                            | Cláudio Kano (BRA)                                                  | Horatio Pintea (CAN)                                                        |
| Individual feminino detalhes  | Lijuan Geng (CAN)                                            | Lily Yip (USA)                                                      | Barbara Chiu (CAN)                                                          |
| Individual feminino detalhes  | Lijuan Geng (CAN)                                            | Lily Yip (USA)                                                      | Diana Gee (USA)                                                             |
| Duplas masculinas detalhes    | BRA Brasil Hugo Hoyama Cláudio Kano                          | ARG Argentina Pablo Tabachnik Martin Paradela                       | CAN Canadá Joe Ng Horatio Pintea                                            |
| Duplas masculinas detalhes    | BRA Brasil Hugo Hoyama Cláudio Kano                          | ARG Argentina Pablo Tabachnik Martin Paradela                       | CHI Chile Juan Papic Juan Salamanca                                         |
| Duplas femininas detalhes     | CAN Canadá Geng Lijuan Barbara Chiu                          | CHI Chile Sofija Tepes Jackelin Díaz                                | USA Estados Unidos Tawny Banh Wei Wang                                      |
| Duplas femininas detalhes     | CAN Canadá Geng Lijuan Barbara Chiu                          | CHI Chile Sofija Tepes Jackelin Díaz                                | CHI Chile Berta Rodríguez Ursula Macaya                                     |
| Duplas mistas detalhes        | CAN Canadá Horatio Pintea Geng Lijuan                        | CUB Cuba Francisco Arado Madeleine Armas                            | BRA Brasil Hugo Hoyama Lívia Kosaka                                         |
| Duplas mistas detalhes        | CAN Canadá Horatio Pintea Geng Lijuan                        | CUB Cuba Francisco Arado Madeleine Armas                            | CAN Canadá Joe Ng Barbara Chiu                                              |
| Equipes masculinas detalhes   | BRA Brasil Cláudio Kano Hugo Hoyama Carlos Kawai Silnei Yuta | USA Estados Unidos James Butler Sean O'Neill Chi-Sun Chui Derek May | CAN Canadá Joe Ng Horatio Pintea Francis Trudel D. Su                       |
| Equipes femininas detalhes    | CAN Canadá Geng Lijuan Barbara Chiu Chris Xu Petra Cada      | USA Estados Unidos Diana Gee Lily Yip Tawny Banh Wei Wang           | CUB Cuba Madeleine Armas Yolaisdis García Marisel Ramírez Yolanda Rodriguez |